# مردوک-اپل-ایدین دوم
مردوک-اپل-ایدین دوم (Marduk-apla-iddina)، در تورات مروداخ بالادان [دوم] نامیده شده است (Merodach-Baladan)، همچنین مردوک-بالادان (Marduk-Baladan)، بالادان (Baladan) و بروداخ-بالادان (Berodach-Baladan) هم نامیده می‌شود. وی اولین پادشاه سلسله دهم بابل است که دو بار توانسته در بابل پادشاهی کند: بار اول از ۷۲۲ یا ۷۲۱ تا ۷۱۰ و دیگر بار از ۷۰۳ تا ۷۰۲ قبل از میلاد.

## دوران سلطنت
معنای نام او یعنی: مردوک وارثی (یا جانشینی) به من داده است. وی شاهزاده‌ای کلده‌ای بود که تاج و تخت بابل را قبضه کرد. او را به عنوان یکی از پادشاهانی می‌شناسند که علی‌رغم برتری و تفوق نظامی آشور در آن زمان، توانسته استقلال بابل را برای بیش از یک دهه حفظ کند. سارگون دوم پادشاه آشور، متحدان اپل‌ایدین را که دول عیلام، آرام و اسرائیل بودند، شکست داد و قلع و قمع کرد و سرانجام در سال ۷۱۰ پ.م وی را از تخت سلطنت بابل به زیر کشید. 
سارگون از ۷۱۰ تا ۷۰۵ پ. م. به عنوان پادشاه آشور و بابل بر آن سرزمین‌ها حکمرانی کرد. پس از وی، جانشینش سناخریب از ۷۰۵ تا ۷۰۳ عنوان پادشاه آشور و بابل را داشت. در سال ۷۰۳ سناخریب، یک نجیب زاده از بابل به نام مردوک‌زاکیرشومی را به تخت سلطنت بابل نشاند. پس از اینکه مردوک‌زاکیر‌شومی چند ماه سلطنت کرد، مردوک‌اپلایدین که به عیلام گریخته بود، به بابل بازگشت و شورشی را علیه مردوک‌زاکیر‌شومی به راه انداخت و توانست زمامداری بابل را به‌طور موقت به دست آورد. 
اپل‌ایدین  بار دوم، ۹ ماه از سال ۷۰۳ تا ۷۰۲ پ. م. حکومت کرد. سناخریب پادشاه آشور به قصد دفع او عازم شد. مردوک‌اپل‌ایدین اتحادی از کلدی‌ها، آرامی‌ها و عیلامی‌ها تشکیل داده بود. می‌توانیم دیدار سفرای بابلی با حزقیا فرمانروای یهودیه را به آن زمان منسوب کنیم. متحدان می خواستند از نا آرامی‌های که هنگام انتقال سلطنت آشور به سناخریب به وجود آمده بود، در جهت منافع خود استفاده کنند. سناخریب قشونش را به دو دسته تقسیم کرد؛ یک دسته از آن را به شهر کیش Kish فرستاد، دسته دیگر را که خود فرماندهی آن را داشت، به قصد تصرف شهر کوت‌ها حرکت کرد. پس از اینکه کوت‌ها تسخیر شد، سناخریب به سرعت به سوی سپاه اول خود که در نزدیکی کیش می‌جنگید، برگشت تا به آنان در مأموریتشان کمک کند. شورش خوابانده شد و مردوک‌اپل‌ایدین فرار کرد. شهر بابل تصرف شد و کاخ پادشاه مورد نهب و غارت قرار گرفت، اما آشوری‌ها آسیبی به ساکنان شهر نرساندند. آشوریان به جستجوی اپل‌ایدین برآمدند، مخصوصاً در باتلاق‌ها و مرداب‌های جنوب بابل تجسس نمودند ولی نتوانستند او را پیدا کنند، چرا که وی به عیلام گریخته برده بود.
پس از فرار اپلایدین، سناخریب یکی دیگر از نجیب زادگان جوان بابل به نام بل-ایبنی را به حکومت بابل منصوب کرد. هنگامی که آشوریان به کشور خود بازگشتند، مردوک‌اپل‌ایدین‌دوم در تهیه شورشی دیگر برآمد. دوباره در ۷۰۰ پیش از میلاد، آشوریان بازگشتند و در مرداب‌ها و باتلاق‌های پیرامون بابل مشغول پیکار با شورشیان شدند. بار دیگر مردوک‌اپل‌ایدین هزیمت نموده فرار کرد (که البته جای تعجب هم نداشت)، وی به عیلام گریخت و در همانجا هم درگذشت.